# سنجاب خاکستری غربی
سنجاب خاکستری غربی (نام علمی: Sciurus griseus) نام یک گونه از سرده سنجاب است.